# Låt oss glada och i tro
Låt oss glada och i tro är en lovpsalm av den engelske poeten John Milton, fritt översatt av Anders Frostenson år 1978. Den har två melodier, en (4/2, Bess-dur) av John Antes från 1790 och en traditionell kinesisk (2/2, C-dur). 
Texten är inspirerad av Psaltarpsalmerna 107, 118 och framför allt 136, som allesammans börjar ”Tacka Herren, ty han är god, ty hans nåd varar i evighet.” Den sistnämnda psalmen har dessutom, liksom Miltons psalm, en refräng: ”ty hans nåd varar i evighet” upprepas i slutet på varje vers.
Den svenska texten är upphovsrättsligt skyddad till år 2077.

## Publicerad i
- Levande sång 1984 som nr 613 under rubriken "Fader och son".
- Den svenska psalmboken 1986 som nr 31 under rubriken "Gud, vår Skapare och Fader".
- Cecilia 2013 som nr 47 under rubriken "Gud Fadern".